# کورکور یقه‌سفید
کورکور یقه‌سفید یا کورکور طوق‌سفید (نام علمی: Leptodon forbesi) یک گونه پرنده در حال انقراض در تبار Pernini و زیرتیرهٔ سارگپه‌عسلیان (Perninae) از تیرهٔ بازان (Accipitridae)، شکارگر روزپرواز و بومی شمال شرقی برزیل است.